# Henrik Thunes
Henrik Thunes, född 12 november 1971 i Täby, är en svensk moderat politiker verksam i Sollentuna kommun. Sedan 2015 är han kommunstyrelsens ordförande och styrelseordförande i Sollentuna Stadshus AB, sedan aktiebolaget grundades år 2016.

## Utbildning och yrkeskarriär
2001-2004 läste Henrik Thunes en kandidatexamen i statsvetenskap på Södertörns högskola och åren därpå, 2004-2005, en magisterexamen i östeuropastudier på Uppsala universitet. Efter studierna började han jobba som redaktör på Infopaq och efter det som politisk sekreterare vid riksdagskansliet.

## Politisk karriär
Thunes fick sitt första politiska förtroendeuppdrag år 1999 och har sedan dess haft uppdrag som regionchef i Moderaterna, ordförande i barn- och ungdomsnämnden samt Sollentunas kommunfullmäktiges ordförande under mandatperioden 2010-2014.